# Dargov
Dargov este o comună slovacă, aflată în districtul Trebišov din regiunea Košice. Localitatea se află la altitudinea de 252 m deasupra n.m., se întinde pe o suprafață de 27,19 km2 și în 2017 număra 602 locuitori.

## Istoric
Localitatea Dargov este atestată documentar din 1458.

## Demografie
| An:                | 1994 | 2004   | 2014    | 2024   |
| ------------------ | ---- | ------ | ------- | ------ |
| Număr de persoane: | 539  | 541    | 608     | 636    |
| Diferență:         |      | +0,37% | +12,38% | +4,60% |

| An:                | 2023 | 2024   |
| ------------------ | ---- | ------ |
| Număr de persoane: | 619  | 636    |
| Diferență:         |      | +2,74% |